# Résolution 681 du Conseil de sécurité des Nations unies
Membres permanents
- Chine
- États-Unis
- France
- Royaume-Uni
- URSS

Membres non permanents
- Canada
- Côte d'Ivoire
- Colombie
- Cuba
- Éthiopie
- Finlande
- Malaisie
- Roumanie
- Yémen
- Zaïre

Résolution no 680 Résolution no 682
La résolution 681 est une résolution du Conseil de sécurité de l'ONU adoptée à l'unanimité le 20 décembre 1990 après avoir reçu le rapport du Secrétaire général Javier Pérez de Cuéllar autorisé par la résolution 672 (1990) concernant les émeutes sur le mont du Temple. Le Conseil exprime sa préoccupation quant au rejet par Israël des résolutions 672 (1990) et 673 (1990).
Le Conseil condamne Israël pour sa décision de reprendre l'expulsion de Palestiniens des territoires occupés, exhortant le gouvernement israélien à accepter l'applicabilité de jure de la quatrième convention de Genève de 1949 et à s'y conformer. Israël déclare qu'ils ont été déportés pour « incitation à la violence ».
La résolution 681 demande ensuite au Secrétaire général, conformément à la recommandation contenue dans le rapport, d'examiner les mesures qui pourraient être prises par lui, les Hautes Parties contractantes à la Quatrième Convention et le Comité international de la Croix-Rouge, dans le cadre de la Convention, en faisant rapport au Conseil sur l'état d'avancement des discussions.  Il est également demandé au Secrétaire général de continuer à surveiller la situation dans la région, en faisant rapport au cours de la première semaine de mars 1991 et toutes les quatre semaines par la suite.
La résolution est adoptée dans un contexte de tensions liées à l'invasion du Koweït par l'Irak, Saddam Hussein ayant tenté de lier la résolution du problème koweïtien à une solution de la question palestinienne.